# ياسر زنون
ياسر سعيد زنون مؤسس مجموعات الفهد الأسود في غزة وكان يلقب الفهد الأسود مواليد عام 1967 سجن لمدة 6 اعوام في السجون الصهيونية لعضويته في حركة فتح خرج من السجن عام 1989 وقام بتشكيل عسكري أطلق عليه مجموعات الفهد الأسود كلفت بملاحقة المتعاونين مع إسرائيل؛ اعدم ما يزيد عن العشرين متعاونا مع إسرائيل وتم مطاردته من قبل الاحتلال ففر إلى ليبيا وتونس وعمل هناك مع قوات العاصفة بعد اتفاق أوسلو عادت حركة فتح إلى قطاع غزة إلا أن ياسر زنون لم يسمح له بالعودة من الاحتلال فعاد كما خرج تهريبا عبر الحدود وعمل في السلطة الوطنية وكان برتبة عقيد واكن له دور بارز في بناء أجهزة امن السلطة عند اندلاع انتفاضة الأقصى شارك زنون في الانتفاضة وشكل مع الشهيد جمال أبو سمهدانة لجان المقاومة الشعبية التي كان لها دورا بارزا في الانتفاضة. الا انه وقع خلاف بينهم فترك زنون لجان المقاومة وبدا بالعمل وحده بد ان سيطرت حماس على قطاع غزة، في سنة 2007 قام ياسر بقتل صديقه المقرب إسماعيل المشوخي لأسباب مجهولة، وحكمت عليه المحكمة العسكرية في غزة بالإعدام رميا بالرصاص بتهمة القتل العمد، وتم إعدامه سنة 2009.